# فتحية عبد الغني
فتحية عبد الغني ممثلة مصرية ظهرت في فترة الخمسينيات وقامت بأدوار ثانوية في السينما والمسرح والتلفزيون، وأيضاً بعض المسلسلات الإذاعية.
عرف الجمهور فتحية عبد الغني من خلال مسرحية «حركة ترقيات» للمخرج سعيد أبو بكر عام 1966 والتى تذاع كثيرا على شاشة التليفزيون وشاركت أيضًا في مسرحية السبنسة للمخرج سعد أردش عام 1962، ومسرحية «حلاق بغداد» للمخرج فاروق الدمرداش عام 1963، ومسرحية «غادة الكاميليا» للمخرج يوسف وهبي عام 1968، ومسرحية «الناس اللي تحت» للمخرج كمال ياسين عام 1957.

## في السينما
شاركت في العديد من الأفلام من أهمها:
«صوت من الماضي» للمخرج عاطف سالم عام 1956/ «وهبتك حياتي» للمخرج زهير بكير عام 1956/ «غرام المليونير» للمخرج عاطف سالم عام 1957/ «عشاق الليل» للمخرج كمال عطية عام 1957/ «ربيع الحب» للمخرج إبراهيم عمارة عام 1956/ «صراع مع الحياة» للمخرج زهير بكير عام 1957/ «سجين أبو زعبل» للمخرج نيازي مصطفى عام 1957/ «شمس لا تغيب» للمخرج حسين حلمي المهندس عام 1959/ «ثورة البنات» للمخرج كمال عطية عام 1964/ «إسماعيل ياسين في جنينة الحيوان» للمخرج سيف الدين شوكت عام 1957/ «الغجرية» للمخرج السيد زيادة عام 1960/ «مع الناس» للمخرج كمال عطية عام 1964/ «حايجننوني» للمخرج فطين عبد الوهاب عام 1960/ «مطلوب زوجة فورًا» للمخرج محمود فريد عام 1964/ «المدير الفني» للمخرج فطين عبد الوهاب عام 1965/ «شياطين الليل» للمخرج نيازي مصطفى عام 1966/ «المغامرة الكبرى» للمخرج محمود فريد عام 1964/ «قنديل أم هاشم» للمخرج كمال عطية عام 1968/ «الكدابين الثلاثة» للمخرج منير التوني عام 1970/ «أزواج طائشون» للمخرج نيازي مصطفى عام 1976/ «دندش» للمخرج يحيى العلمي عام 1981/ «الرجل الذي باع الشمس» للمخرج نيازي مصطفى عام 1983.

## في التلفزيون
شاركت في العديد من المسلسلات أبرزها:
1979: نفوس معذبة / 1979: العملاق / 1980: أنف وثلاث عيون / 1985: زينب / 1992: الخروج من الدائرة / 1994: السقوط في بئر سبع / 1994: سر الأرض / 1995: البراري والحامول / 1996: الحفار / 1998: نحن لا نزرع الشوك / 2001: ملكة من الجنوب / 2001: عنبر والألوان / 2002: موعد مع الشهرة / 2002: الطريق إلى الحقيقة / 2002: سيف اليقين / 2005: رياح الغدر / 2006: حياتي إنت / 2006: عفريت القرش / إضافة إلى آخر أعمالها الدرامية وأشهرها مسلسل «العمدة هانم» في عام 2008.

## في الإذاعة
شاركت في مسلسلات رزق الهبل، أنا وأمي والطريق وعطا الله.
المعروف في الوسط الفني أن فتحية عبد الغني تزوجت من الممثل زين العشماوي بعد طلاقه من زوجته الأولى المطربة حورية حسن.
كان آخر ظهور للفنانة فتحية عبد الغني في مسلسل «العمدة هانم» عام 2009.

## وصلات خارجية
- فتحية عبد الغني على موقع قاعدة بيانات الأفلام العربية

https://dhliz.com/artist/8AKjH3v9048/ فتحية عبد الغني
https://elhayaahnews.com/archives/73126 فتحية عبد الغني
https://karohat.com/Person/58f7c2b1-8d73-4177-9148-044c1a740bea فتحية عبد الغني